# Взятие ворот (футбол)
Правило 10 Правил игры в футбол определяет ситуацию взятия ворот (то есть гол) и то, каким образом выявляется победитель матча.

## Взятие ворот
Мяч считается забитым, когда он полностью пересёк линию ворот между стойками и под перекладиной, при условии, что команда, забившая мяч, не нарушила Правил игры.
Так, в частности, взятие ворот не засчитывается, если:
- в момент, когда мяч пересёк линию ворот, он находился не в игре;
- мяч был забит в ворота команды-соперника непосредственно со свободного удара, прошёл в ворота из-за боковой линии после вбрасывания, или розыгрыша «спорного мяча», при этом никого не коснувшись;
- если мяч был забит командой в свои ворота непосредственно после удара от ворот, углового, штрафного или свободного ударов, прошёл в ворота после вбрасывания, то будет поставлен угловой удар в ворота команды, взявшей свои ворота.

## Определение победителя
Победителем считается команда, забившая в течение матча большее количество голов. Если обе команды забьют одинаковое количество голов или не забьют ни одного гола, матч считается сыгранным вничью.

## Процедура определения победителя матча (серии матчей)
В случае, если матч закончился вничью или же по итогам серии матчей установился ничейный результат, а регламент соревнований требует определить победителя, могут быть использованы следующие механизмы (порядок их применения определяется регламентом соревнования).

### Голы в гостях
В серии матчей, где команды играют равное количество матчей дома и в гостях, в случае равного результата по итогам серии матчей, победителем будет названа команда, забившая большее число голов в гостях.

### Дополнительное время
См. также Дополнительное время#В футболе
Регламент соревнований может предусматривать назначение двух равных дополнительных таймов, продолжительностью не более, чем 15 минут каждый. В этом случае применяются положения Правила 8.

### Серия ударов с 11-метровой отметки
После окончания игры команды по очереди исполняют по 5 ударов с 11-метровой отметки (число ударов может быть меньше — если какая-то команда забьёт больше, чем другая могла бы забить, даже выполнив все 5 ударов — или больше, если после окончания серии из 5 ударов счёт будет равным; в этом случае исполнение ударов продолжается до нарушения равенства). Команда, забившая большее количество голов при одинаковом количестве выполненных ударов объявляется победителем.

## Система автоматического определения голов
5 июля 2012 года Международным советом футбольных ассоциаций была официально одобрена система автоматического определения голов, позволяющая применять для определения гола технические средства.
На уровне первенств сборных система впервые была применена на чемпионате мира по футболу 2014 года в Бразилии.